# Jiřina Uherková
Jiřina Uherková, roz. Nyklová (17. února 1930 Vítkovice – 29. listopadu 1989 Ústí nad Orlicí) byla sbormistryně, pedagožka, zakladatelka libereckého dětského sboru Severáček. Velkou měrou se zasloužila o rozvoj sborového zpěvu v Liberci a okolí. Při své práci s dětským sborem Severáček, který v roce 1958 založila, spolupracovala se svým manželem Milanem Uherkem (1925–2012).

## Životopis
Pocházela z rodiny Františka Nykla, který se živil jako kamnář, a matky Marie rozené Žabenské, která se starala o domácnost. Jiřina měla čtyři sourozence, rodina byla spíše chudších poměrů. První hudební podněty přicházely z domácího prostředí, matka často a ráda zpívala, vedla tak nenásilně k hudbě i své děti. V rodině se provozovalo i divadlo a Jiřinini sourozenci hráli na dechové nástroje. Jiřina začala hrát ve dvanácti letech na klavír. Studovala na reálném gymnáziu v Příboře, kde v roce 1949 s vyznamenáním maturovala. Jejím snem bylo studium medicíny. To, že k němu nakonec nedošlo, bylo důsledkem seznámení s Milanem Uherkem krátce po maturitě. Přemluvil ji, aby raději studovala hudební výchovu. Jiřina Uherková tedy začala v roce 1950 na Pedagogické fakultě Masarykovy univerzity v Brně studovat učitelství pro 2. stupeň základních škol, obory český, slovenský a ruský jazyk. Později si aprobaci rozšířila o hudební výchovu studiem na Vyšší pedagogické škole. Zmíněné setkání s Milanem Uherkem se stalo pro oba mladé lidi osudovým. V roce 1953 se vzali a brzy čekali rodinu (v roce 1954 se manželům narodil syn Jiří, o tři roky později v roce 1957 dcera Milena). Po ukončení studií nenašel Uherek v Brně adekvátní uplatnění, přijal tedy v roce 1954 místo sbormistra opery v libereckém Divadle F. X. Šaldy. Jiřina získala místo učitelky na základní škole v Orlí ulici, kde založila nejprve pěvecký kroužek, z něhož později vznikl pěvecký sbor Radost. Po třech letech práce korunovaných vítězstvím v celorepublikové sborové soutěži se manželé rozhodli v roce 1958 přeměnit školní sbor na sbor celoměstský.
Tento sbor s názvem Severáček, ke kterému Jiřina záhy připojila přípravná oddělení, se stal pod vedením manželů Uherkových jedním z nejlepších dětských sborů tehdejšího Československa. Vítězil v domácích i zahraničních soutěžích, koncertoval po celé republice i v zahraničí, byl hostem předních hudebních festivalů (Pražské jaro aj.), nahrával v rozhlase i televizi. Jiřina Uherková společně s Milanem Uherkem získala v roce 1988 od Unie českých pěveckých sborů Cenu Františka Lýska a oba se tak stali jejími prvními laureáty.
Jiřina Uherková zemřela po těžké nemoci 29. listopadu 1989 ve věku 59 let.

## Jiřina Uherková a její první sbor Radost
V roce 1954 založila Jiřina na svém tehdejším působišti „Pěvecký kroužek Jiřiny Uherkové při ZŠ v Orlí ulici“. Dle svědectví Milana Uherka se Jiřina s dětmi poprvé sešla krátce před odchodem na mateřskou dovolenou a během rodičovských povinností na podzim roku 1954 do školy docházela pouze proto, aby se věnovala zkouškám malého pěveckého sboru. Uherek dále uvádí, že během Jiřininy mateřské dovolené sbor spíše „živořil“, ale nezanikl.  Krátce po jejím návratu do školy začátkem roku 1955 požádala svého muže, aby jí s dětmi pomohl, doprovázel je na klavír a případně pro děti upravil lidové písně.
Tento školní pěvecký sbor absolvoval svá první pěvecká vystoupení a mladí manželé hledali metody práce s dětmi, repertoár úměrný věku a zkušenostem zpěváků i vzory, od kterých by se učili. Z ankety, kterou manželé mezi dětmi uspořádali, vzešlo jméno sboru Radost (do té doby sbor vystupoval pod názvem Pionýrský pěvecký sbor ZŠ v Orlí ulici). V roce 1956, tedy po roce soustředěné práce, postoupil mladý kolektiv na základě vítězství v okresním a krajském kole do Ústředního kola Soutěže tvořivosti mládeže. Zde však Radost neuspěla a pro mladé sbormistry to znamenalo velkou motivaci pro rok následující, kdy sbor v ústředním kole zvítězil. Právě tehdy si Uherkovi uvědomili, že pokud chtějí mít na dětský kolektiv vyšší umělecké nároky, nestačí pouze výběr dětí z jedné školy. Rozhodli se tedy přeměnit školní sbor na sbor celoměstský. Děti ze školy v Orlí ulici pak tvořily základní skupinu nově vzniklého tělesa (ve škole v Orlí ulici pokračoval pěvecký sbor i nadále). Tímto rozhodnutím započala od září roku 1958 historie Severáčku.

## Jiřina Uherková a Severáček
Nově vznikající těleso vzal pod svá křídla Krajský dům pionýrů a mládeže v Liberci. Uherkovi nastolili nová kritéria výběru dětí do sboru a vypsali tzv. přijímací konkurzy. Nové adepty přijímali nejen na základě míry jejich hudebního talentu, zdravotního stavu, ale přihlíželi i k vlastnostem dítěte, aby bylo schopno se soustředit a systematicky pracovat, což byla tehdy novinka. Jméno pro nový sbor – Severáček – vybraly opět samy děti na základě ankety.
Do sboru docházely děti ve věkovém rozmezí od šesti do osmnácti let, bylo tedy nutné sbor rozčlenit na několik sekcí – přípravných sborů. Systém, který manželé Uherkovi v roce 1960 nastolili, je stále platný i po více než šedesáti letech existence sboru a inspiroval množství sbormistrů u nás i v zahraničí. Nadané předškolní děti a žáci z prvních tříd navštěvovali oddělení Broučci zpěváčci I, dětem z druhých tříd byl určen přípravný sbor Broučci zpěváčci II. Pro děti z 3. až 5. tříd bylo zřízeno nejstarší přípravné oddělení Plamínek, kde se již připravovaly na vstup do Hlavního sboru Severáčku, ve sboru zpívalo na 300 zpěváků.
Na rozdíl od Hlavního sboru, kde uměleckou práci vykonával především Milan Uherek, vedla Jiřina Uherková sama přípravná oddělení. Lze konstatovat, že bez takto připravené základny, která zahrnovala stovky hodin soustředěné práce na zkouškách a soustředěních, by Severáček nikdy nemohl dosáhnout pozdějších výrazných úspěchů u nás i v zahraničí.

## Úspěchy manželů Uherkových se Severáčkem

### Úspěchy Severáčku v tuzemských i zahraničních sborových soutěžích do roku 1989
| 1984 | Cantonigros (Španělsko) | 2x 1. cena                              |
| 1983 | Tours (Francie)         | 3x 1. cena, Cena publika                |
| 1981 | Kladno                  | 1. cena                                 |
|      | Varna (Bulharsko)       | 2. cena, Cena pro nejlepšího sbormistra |
| 1980 | Olomouc                 | 1. cena                                 |
|      | Kladno                  | 1. cena                                 |
|      | Neerpelt (Belgie)       | 1. cena                                 |
| 1979 | Arezzo (Itálie)         | 2. cena                                 |
|      | Barcelona (Španělsko)   | 1. cena                                 |
| 1976 | Kladno                  | 1. cena                                 |
| 1975 | Svitavy                 | 1. cena                                 |
|      | Kladno                  | 1. cena                                 |
| 1973 | Celje (Jugoslávie)      | 1. cena                                 |
| 1971 | Svitavy                 | 1. cena                                 |
|      | Pardubice               | 1. cena                                 |
| 1970 | Neerpelt (Belgie)       | 1. cena                                 |
| 1968 | Neerpelt (Belgie)       | 1. cena                                 |
| 1967 | Havířov                 | 1. cena                                 |
| 1966 | Neerpelt (Belgie)       | 1. cena                                 |
| 1962 | Bratislava              | 2. cena                                 |
| 1961 | Praha                   | 1. cena                                 |
| 1959 | Praha                   | 3. cena                                 |

### Další úspěchy
- stovky koncertů Severáčku po celém Československu i v zahraničí
- pravidelný koncertní cyklus Severáčku Zpíváme maminkám, později Jarní koncert Severáčku v libereckém Divadle F. X. Šaldy
- pravidelná natáčení v Československém rozhlasu, Československé televizi
- pravidelná spolupráce s Divadlem F. X. Šaldy v Liberci
- účast na předních hudebních festivalech, mj. Pražském jaru
- vydané hudební nosiče: SP Úsměvy Severáčku, LP Elce pelce kotrmelce, Severáček[4]
- TV dokument o Severáčku Zkouška na koncert (režie Viktor Polesný, 1979)

## Odkaz Jiřiny Uherkové
Jiřina Uherková se stala společně se svým manželem Milan Uherkem průkopníkem moderní sborové práce s dětmi. Vysoce kladené nároky a umělecké požadavky, které byly vyváženy laskavostí a láskou k dětem, daly vzniknout mimořádným úspěchům Severáčku v průběhu jeho celé, více než šedesátileté historie. Svou prací inspirovali desítky dětských sborů i jejich sbormistrů. Kromě systematicky budované hlasové výchovy a hudební průpravy je třeba zdůraznit jejich vliv na estetické cítění dětí i na jejich celkovou mravní výchovu, o to náročnější, že oba manželé měli pro své morální hodnoty problémy s komunistickým režimem. Díky létům prožitým v Severáčku se z desítek absolventů stali učitelé hudební výchovy, profesionální hudebníci a pěvci působící na našich i zahraničních operních scénách, či celoživotní nadšenci pro sborové zpívání a členové mnoha amatérských pěveckých sborů či hudebních skupin. Jejich odkaz je tak v dnešní době, která uměleckou dětskou kolektivní činnost často podceňuje, nesmírně živý.